# Monokel
En monokel (udtales Mo'nåkel) er et enkelt brilleglas, der bæres fastklemt i det ene øje.
Brilleglasset vil normalt være rundt og indfattet i metal. Indfatningen vil være forsynet med en snor, hvormed monoklen fæstes til tøjet. Dette for at sikre at monoklen ikke falder på gulvet, hvis bæreren mister grebet.